# ألف واليس
ألف واليس (بالإنجليزية: Alf Wallis)‏ هو نقابي أسترالي، ولد في 16 أبريل 1888، وتوفي في 3 أغسطس 1963.